# Sent Sauvador de Ginestós
Sent Sauvador de Ginestós (en francès: Saint-Sauveur-de-Ginestoux) és un municipi francès situat al departament del Losera i a la regió d'Occitània.